# Ключевский сельсовет (Курская область)
Ключевский сельсовет — сельское поселение в Горшеченском районе Курской области Российской Федерации.
Административный центр — село Ключ.

## История
Статус и границы сельского поселения установлены Законом Курской области от 21 октября 2004 года № 48-ЗКО «О муниципальных образованиях Курской области»

## Население
| 2002 | 2010 | 2012 | 2013 | 2014 | 2015 | 2016 |
| ---- | ---- | ---- | ---- | ---- | ---- | ---- |
| 654  | ↘522 | ↘506 | ↘488 | ↘486 | ↘474 | ↘468 |
| 2017 | 2018 | 2019 | 2020 | 2021 |      |      |
| ↘442 | →442 | ↘432 | ↘408 | ↘278 |      |      |

## Состав сельского поселения
| № | Населённый пункт | Тип населённого пункта       | Население |
| - | ---------------- | ---------------------------- | --------- |
| 1 | Быстрик          | деревня                      | ↘228      |
| 2 | Ключ             | село, административный центр | ↘294      |